# تصدير (نحو)
التصدير عند النحاة جعل الشيء في صدر الكلام أي أوله. وذوات الصدر هي كل ما يتعين له صدر الكلام الداخل عليه من الأدوات كأدوات الشرط والاستفهام ونحوها.